# Hauptstaatsarchiv am Beethovenplatz

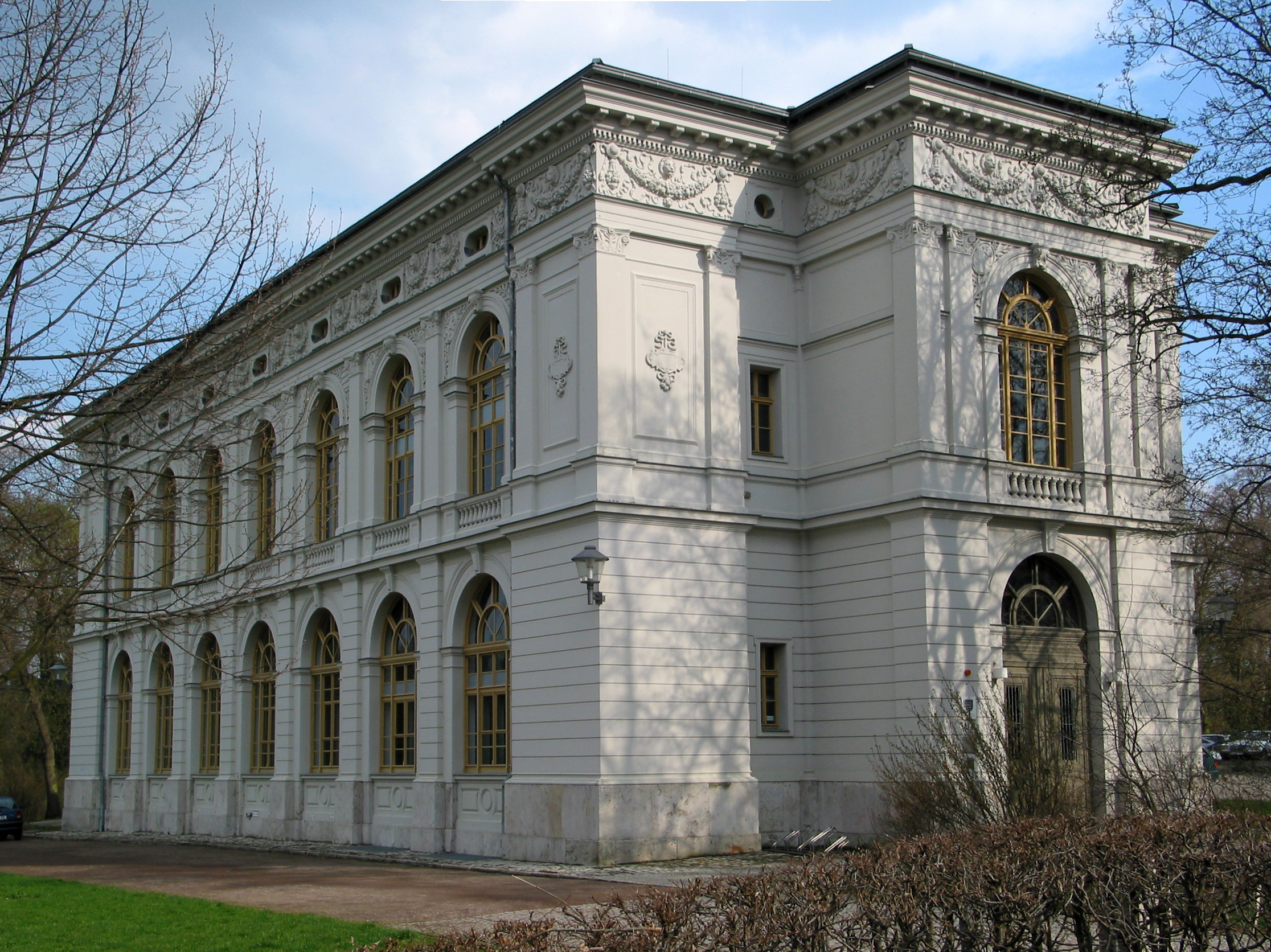
Hauptstaatsarchiv in Weimar

Das Hauptstaatsarchiv am Beethovenplatz in Weimar wurde von 1883 bis 1885 als Archivzweckbau von Carl Heinrich Ferdinand Streichhan (1814–1884) errichtet. Es beherbergt heute die Bestände des Thüringischen Hauptstaatsarchivs Weimar bis zum Jahr 1920.
Das Gebäude im Stil der italienischen Renaissance am Beethovenplatz in Weimar war einer der ersten Archivzweckbauten im Deutschen Reich.
Das Thüringische Hauptstaatsarchiv in Weimar entstand als Zentralarchiv der ernestinischen Linie des Hauses Wettin im Jahr 1547, als Weimar Hauptresidenz der Herzöge von Sachsen wurde.